# Akiho Yoshizawa
Akiho Yoshizawa (jap. 吉沢 明歩 Yoshizawa Akiho; ur. 3 marca 1984 w  Tokio) – była japońska aktorka AV, która występowała w filmach dla dorosłych.

## Biografia
Urodziła się w Tokio. W 2002 po raz pierwszy pojawiła się jako gravure idol w Young Magazine (ヤングマガジン) firmy Kōdansha.
W 2012 DMM główny japoński dystrybutor filmów erotycznych, przeprowadził ankietę wśród swoich klientów, aby wybrać 100 najlepszych aktorów AV, na 30-lecie filmów erotycznych w Japonii. W tej ankiecie Yoshizawa zajęła trzecie miejsce.
Pod koniec 2018 Yoshizawa ogłosiła na swoim blogu odejście ze sceny AV w marcu 2019. Jej ostatni film dla dorosłych został wydany 16 marca 2019. Przyjęcie pożegnalne z aktorką odbyło się 31 marca 2019, kończąc tym samym 16-letnią karierę Akiho jako aktorki AV.
28 marca 2020 r. Akiho opublikowała swoją autobiograficzną powieść „16 lat jako aktorka AV”, która szczegółowo opisuje jej karierę i osobiste doświadczenia w branży filmów dla dorosłych.

## Filmografia
- 2004: Bishôjo zukan: Abusareta seifuku
- 2004:	Hitozuma no himitsu: Nozoki nozokare
- 2005: Neko no kazoku
- 2005:	Hitozuma: Afureru mitsu tsubo
- 2005: Koibone
- 2006: Nôsatsu waka-okami: Iroppoi koshitsuki
- 2006:	Imôto to yobanaide
- 2007: Yuwaku: Atashi wo tabete
- 2007:	Lady Ninja Kasumi Volume 4: Birth of a Ninja
- 2007:	Hyper Risky Mosaic: Special Bath House Tsubaki
- 2008: Maid-Droid
- 2008:	Irokoishi hôrôhen: Kabukichô zecchô taiketsu!!
- 2008:	Big Bad Mama-San: Dekotora 1
- 2008:	Madobeno Honky Tonk
- 2008:	Shin supai garu daisakusen
- 2008:	Love Master 3 (Irokoishi 3)
- 2010: The Sultry Assassin: The Aphrodisiac Kill
- 2010:	Maidroid 2: Maidroid vs. Hostroids
- 2010:	Dekotora Gal Nami 2
- 2011: The 33D Invader
- 2011: Tsuyakenkaku 2: Kunoichi iro sennô
- 2011: Dekotora Truck Gal Nami III
- 2012: Utsukushiki Ikenie
- 2012: Deco-Truck Gal Nami IV
- 2015: Maze: Secret Love

## Nagrody i nominacje
| Rok  | Nagroda                 | Kategoria              | Film                                          | Rezultat  |
| ---- | ----------------------- | ---------------------- | --------------------------------------------- | --------- |
| 2003 | X City Grand Prix Award | Najlepsza nowa aktorka | –                                             | Nominacja |
| 2007 | Pink Film Award         | Najlepsza aktorka      | Nôsatsu waka-okami: Iroppoi koshitsuki (2006) | Wygrana   |